# Valløby Sogn
Valløby Sogn 
ist eine Kirchspielsgemeinde (dänisch: Sogn)
auf der Insel Sjælland im südlichen Dänemark.
Bis 1970 gehörte sie zur Harde Bjæverskov Herred im damaligen Præstø Amt, danach zur Vallø Kommune im Roskilde Amt, die im Zuge der  Kommunalreform zum 1. Januar 2007 in der Stevns Kommune in der Region Sjælland aufgegangen ist.
Im Kirchspiel leben 1015 Einwohner, davon 753 im Kirchdorf (Stand: 1. Januar 2023).

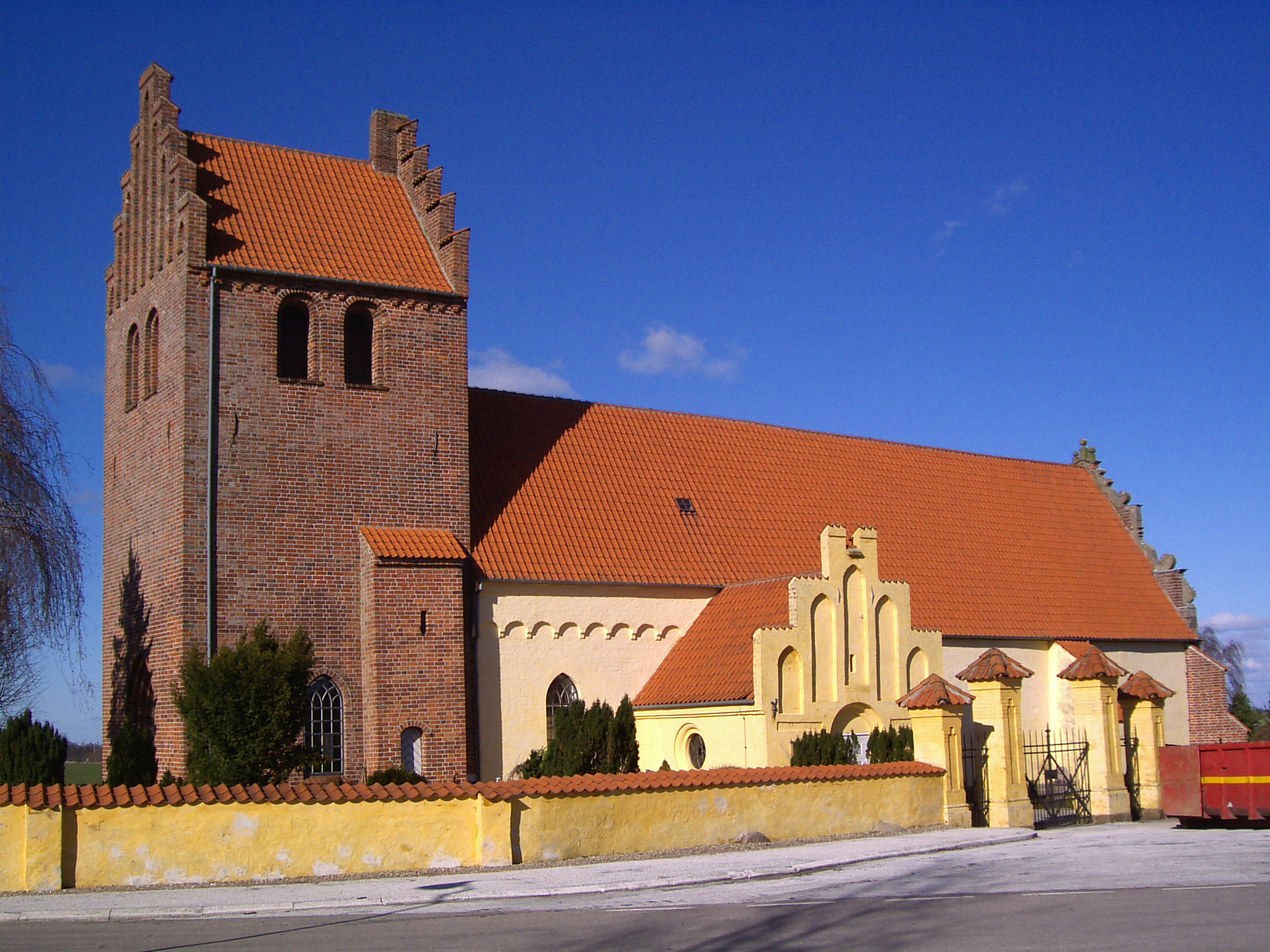
Valløby Kirke

Im Kirchspiel liegt die Kirche „Valløby Kirke“.
Nachbargemeinden sind im Osten Strøby Sogn und im Süden Tårnby Sogn und Himlingøje Sogn, ferner in der nordwestlich benachbarten Køge Kommune Herfølge Sogn.